# Fabrizio Romano
Fabrizio Romano (* 21. února 1993 Neapol, Itálie) je italský novinář. Pracoval pro Sky Sport Italy a je považován za důvěryhodný zdroj informací o fotbalových přestupech.

## Kariéra
Narodil se 21. února 1993 v Neapoli. Navštěvoval Katolickou univerzitu Nejsvětějšího srdce v Miláně a jeho kariéra fotbalového novináře začala v 18 letech poté, co získal důvěryhodné informace od italského agenta v FC Barceloně týkající se Maura Icardiho.
Od svých 19 let, kdy nastoupil do Sky Sport Italy, si vytvořil a vybudoval kontakty s kluby, agenty a zprostředkovateli po celé Evropě. Romano pracuje také jako reportér pro deník The Guardian, CBS Sports a caughtoffside. Sídlí v Miláně.
Je známý tím, že při oznamování přestupu používá slogan „Here we go“. Podle 90min je jedním z „nejdůvěryhodnějších“ odborníků na přestupy ve fotbale.

## Osobní život
Je příznivcem anglického klubu Watford FC. Je polyglot, hovoří anglicky, španělsky, italsky a portugalsky.